# Валяпай
Валяпай (рум. Valeapai) — село у повіті Караш-Северін в Румунії. Входить до складу комуни Рамна.
Село розташоване на відстані 363 км на захід від Бухареста, 24 км на північний захід від Решиці, 48 км на південний схід від Тімішоари.

## Населення
За даними перепису населення 2002 року у селі проживали 472 особи, з них 468 осіб (99,2%) румунів. Рідною мовою 469 осіб (99,4%) назвали румунську.